# 리트머스 시험지

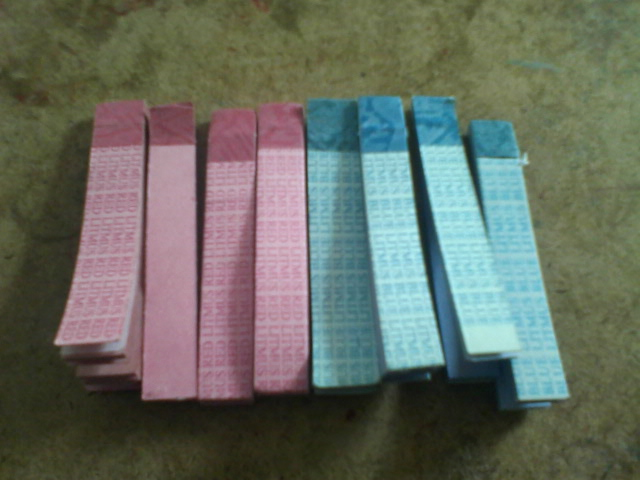

리트머스 시험지는 로버트 보일(1627-1691)이 제작한 것으로, 리트머스 이끼에서 추출한 용액에 종이를 담갔다가 말린 것이다. 이것으로 산과 염기를 구별 가능하다.
색상은 빨강과 파랑이 있으며, 빨간색은 pH 8.0보다 염기쪽인 물질에 반응하여 파란색으로, 파란색은 pH 5.0보다 산성쪽인 물질에 반응하여 빨간색으로 변하는 것을 통하여 해당 물질의 산과 염기를 구별할 수 있다.
산과 염기를 쉽게 구별 가능하다는 장점덕에 오늘날까지도 널리 쓰이는 방법이지만, 산과 염기만을 구별 할 뿐, 정확한 수소 이온 농도 값을 알 수는 없다는 단점 또한 가지고 있다.